# Tongmenghui
Tongmenghui of Zhongguo Tongmenghui was een geheime ondergrondse Chinese verzetsgroep tegen de Mantsjoese monarchie en hun Qing-dynastie. Ze werd opgericht door Sun Yat-sen en Song Jiaoren in Tokio, Japan op 20 augustus 1905 als federatie van Sun's Xingzhonghui, Guangfuhui en andere revolutionaire verenigingen tegen de Qing-dynastie.
Het doel van Tongmenghui was om de Mantsjoe te verdrijven uit de Chinese politiek, het vernietigen van het Qing-keizerrijk en het oprichten van een Chinese Republiek daarvoor in de plaats. Hiermee zou gelijkheid onder bevolking ontstaan.
In 1906 werd in Singapore een regionale afdeling opgericht met de naam Nanyangafdeling. Singapore diende als hoofdkwartier voor Zuidoost-Azië. 
Tongmenghui genoot brede steun van overzeese Chinezen wereldwijd. Sun Yat-sen reisde gebieden met grote concentraties Chinezen af om geld in te zamelen voor de revoluties. Zo kwam hij ook in Suriname aan. Als herinnering aan zijn komst staat nu een borstbeeld van hem in Paramaribo bij Kong Ngie Tong Sang.
Toen de Xinhai-revolutie geslaagd was en Republiek China was opgericht, werd de Tongmenghui omgedoopt tot Guomindang, een liberaal-democratische partij die heden nog steeds bestaat in Republiek China (Taiwan).
In Henan werden sommige Chinese moslims Tongmenghui-lid.